# Садовое (Курганская область)
Садовое — село в Кетовском районе Курганской области, административный центр Садовского сельсовета.

## Географическое положение
Село расположено в 25 км к юго-западу от ж/д ст. Курган. Связь с областным центром осуществляется по асфальтированной дороге Курган — Куртамыш.
Отделение почтовой связи Садовое находится по адресу улица Ленина, дом 5.

## История села
Село возникло после 1864 года на месте усадьбы-дачи дворянина Виктора Феликсовича Крамковского и первоначально называлось по имени владельца усадьбы Крамковка.
В период с 1931 по 1940 гг. в усадьбе жило начальство и обслуживающий персонал особой исправительно-трудовой колонии (ОИТК), а в 1940-е годы в селе организован Курганский племсовхоз. До 1964 года село носило техническое название Племсовхоз.
С декабря 1962 года в село была переведена Курганская опытная станция, посажен большой плодовый сад. В связи с этим, село было переименовано в Садовое.
В 1974 году на базе Курганской сельскохозяйственной опытной станции был создан Курганский НИИ зернового хозяйства — старейшее научное учреждение Зауралья.

## Население
| 1989 | 2002  | 2010  |
| ---- | ----- | ----- |
| 2181 | ↘1935 | ↗1938 |

## Известные люди
Здесь родился Герой России Тюнин Андрей Владимирович